# Скрипун-стеностоля
Скрипун-стеностоля (Stenostola Mulsant, 1839) — рід жуків з родини вусачів.

## Види
Налічується близько 20 видів Скрипунів-стеностоль:
- Скрипун-стеностоля невиразна (Stenostola dubia Laicharting, 1884)
- Скрипун-стеностоля залізна (Stenostola ferrea Schrank, 1776)